# Budy (powiat starogardzki)
Budy (niem. Budda) – wieś kociewska w Polsce położona w województwie pomorskim, w powiecie starogardzkim, w gminie Lubichowo. Wieś wchodzi w skład sołectwa Zielona Góra.
W latach 1975–1998 miejscowość należała administracyjnie do województwa gdańskiego.